# Rajdowy Puchar Pokoju i Przyjaźni 1969
Rajdowy Puchar Pokoju i Przyjaźni 1969 kolejny sezon serii rajdowej Rajdowego Pucharu Pokoju i Przyjaźni (CoPaF) rozgrywanej w krajach socjalistycznych w roku 1969. Sezon ten składał się z sześciu rajdów i  zakończył 25 października.

## Kalendarz[1]
| Runda | Data                   | Nazwa rajdu        | Baza rajdu | Nawierzchnia | Zwycięzca         | Wyniki |
| ----- | ---------------------- | ------------------ | ---------- | ------------ | ----------------- | ------ |
| 1     | ?                      |                    |            |              |                   |        |
| 2     | 16-19 lipca            | 29. Rajd Polski    | Kraków     | Asfalt       | Sobiesław Zasada  | Wyniki |
| 3     | ?                      |                    |            |              |                   |        |
| 4     | 30 sierpnia-1 września | 8. Rajd Cordatic   |            |              | Attila Ferjáncz ? | Wyniki |
| 5     | ?                      |                    |            |              |                   |        |
| 6     | 23-25 października     | 12. Rajd Wartburga | Eisenach   | Mieszana     | Egon Culmbacher   | Wyniki |